# Llei d'Uniformitat
Les Lleis d'Uniformitat (Acts of Uniformity) són un seguit de lleis aprovades pel parlament anglès que tenien l'objecte bàsic d'establir alguna classe d'ortodòxia religiosa dins de l'Església anglesa.
Algunes de les quals en foren:
- Llei d'Uniformitat de 1549, sota el regnat d'Eduard VI d'Anglaterra, que establia el Llibre d'oració comú com l'única forma legal de veneració.
- Llei d'Uniformitat de 1552, sota el regnat d'Eduard VI d'Anglaterra, que exigia l'ús del Llibre d'oració comú de 1552.
- Llei d'Uniformitat de 1559, era adoptat en l'ascensió d'Elisabet I d'Anglaterra en l'anomenat Acord religiós elisabetià.
- Llei d'Uniformitat de 1662, sota el regnat de Carles II d'Anglaterra i d'Escòcia era representat després de la restauració de la monarquia. Exigia l'ús de tots els ritus i cerimònies inclosos en el Llibre d'oració comú de 1662.
- Llei d'Uniformitat de 1872, també nomenada Shortened Services Act, que permetia certes omissions que escurçaven els oficis.